# Żużel na World Games
Żużel na World Games – międzynarodowe zawody żużlowe rozgrywane w ramach World Games. Dotychczas odbyły się dwukrotnie – w 1985 oraz 2017. Za każdym razem miały status „sportu na zaproszenie”, czyli popularnej w skali regionu i kraju dyscypliny, która przyciąga widzów i jest sportową wizytówką miasta. Wyniki rywalizacji „sportów na zaproszenie” nie liczą się do końcowej klasyfikacji medalowej państw.
W 1985, jak i w 2017 – zawody rozegrano w formule par, jednakże pierwsza edycja, w porównaniu do drugiej, nie odbyła się w formule rywalizacji drużyn narodowych.

## Medaliści
| Rok  | Miejsce | Złoto                                                | Srebro                                        | Brąz                                                  | Źr.   |
| ---- | ------- | ---------------------------------------------------- | --------------------------------------------- | ----------------------------------------------------- | ----- |
| 1985 | Londyn  | Jeremy Doncaster John Cook                           | Kenny Carter Larry Ross                       | Jan Andersson Mitch Shirra                            | [ 1 ] |
| 2017 | Wrocław | Polska Bartosz Zmarzlik Maciej Janowski Patryk Dudek | Australia Jason Doyle Chris Holder Max Fricke | Szwecja Fredrik Lindgren Antonio Lindbäck Peter Ljung | [ 2 ] |